# 魏公村
座標: 北緯39度57分13秒 東経116度19分5秒 / 北緯39.95361度 東経116.31806度
魏公村（ぎこうそん、拼音: Wèigōng Cūn）は中華人民共和国北京市海淀区に位置し、中関村南大街と三環路、学院南路に囲まれた地区である。街道は紫竹院に属する。

## 概要
名前は明代の宦官、魏忠賢に由来する。地名にちなむ「魏公村路」の他に「魏公村」や「魏公村西口」のバス停留所や「公橋」という名の立体交差橋もある。
海淀区は大学が集中的に立地する市轄区であり、地区内には中央民族大学（旧：中央民族学院）、北京理工大学、北京外国語大学がある。南側には北京芸術博物館や紫竹院公園があり、北京動物園も程近い。中関村南大街には北京地下鉄4号線の魏公村駅がある。
中央民族大学の学生を中心にウイグル人が多く住む地区であり、ウイグル人街である新疆村を形成している。